# 妮基·摩根
科茨女男爵尼古拉·安·摩根（英語：Nicola Ann Morgan, Baroness Morgan of Cotes；1972年10月1日—），原姓格里菲思（英語：Griffith），是英國保守黨籍政治家。
摩根在2010年起擔任英國國會拉夫伯勒選區下議院議員，同時在2014年被委任為教育大臣兼婦女及平等事務部長，至2016年被新拜相的文翠珊撤換掉。
儘管她曾於2018年聲言假如鲍里斯·约翰逊接替文翠珊擔任首相，她不會加入其政府；然而當莊漢生在2019年拜相時，她卻接受了文化大臣的新職務。
同年末，她宣布隨該年12月大選，不再爭取連任議員。然而因應政府預備在2020年1月31日正式令英國脫歐，鲍里斯·约翰逊並不希望在勝出大選後立即大幅改組內閣，故他請求女王冊封她為貴族。她於是獲封為女男爵，封地在她以前所屬的拉夫伯勒選區的小村庄科茨，從而晉身上議院，並暫保內閣大臣職務。

## 外部連結
- NickyMorgan.com（页面存档备份，存于）－官方網站
- 保守黨檔案

| 大不列颠及北爱尔兰联合王国国会            | 大不列颠及北爱尔兰联合王国国会    | 大不列颠及北爱尔兰联合王国国会     |
| ----------------------------------------- | --------------------------------- | ---------------------------------- |
| 前任者： 安迪·里德                        | 英國下議院拉夫伯勒議員 2010年－   | 現任                               |
| 官衔                                      |                                   |                                    |
| 前任者： 薩吉德·賈偉德                    | 財政部經濟秘書 2013年－2014年     | 繼任者： 安德里亞·利德森           |
| 前任者： 薩吉德·賈偉德                    | 財政部財務秘書 2014年             | 繼任者： 大衛·高克                 |
| 前任者： 瑪麗亞·米勒 為婦女及平等事務部長 | 婦女事務部長 2014年               | 繼任者： 自己 為婦女及平等事務部長 |
| 前任者： 自己 為婦女事務部長              | 婦女及平等事務部長 2014年－2016年 | 繼任者： 簡意寧                    |
| 前任者： 薩吉德·賈偉德 為平等事務部長     | 婦女及平等事務部長 2014年－2016年 | 繼任者： 簡意寧                    |
| 前任者： 高文浩                           | 教育大臣 2014年－2016年           | 繼任者： 簡意寧                    |